# ألين هارت
ألين هارت (بالإنجليزية: Ellen Hart)‏‏ (10 أغسطس 1949 - ) روائية امريكية. مؤلفة السلسلة الشهيرة "Jane Lawless and Sophie Greenaway"، ولدت في ولاية مين الأمريكية والتي تقع في أقصى شمال منطقة نيو إنغلاند، في شمال شرق الولايات المتحدة. اعترفت بكونها سحاقية، وسلسلتها الشهيرة تركز على تلك الجزئية.

## الجوائز
- جائزة لامدا الأدبية